# Titularbistum Vazari-Didda
Vazari-Didda ist ein Titularbistum der römisch-katholischen Kirche.
Es geht zurück auf einen untergegangenen Bischofssitz in der gleichnamigen antiken Stadt, die in der römischen Provinz Africa proconsularis (heute nördliches Tunesien) lag. Der Bischofssitz war der Kirchenprovinz Karthago zugeordnet.
| Titularbischöfe von Vazari-Didda |                                                        |                                                                              |                   |                 |
| Nr.                              | Name                                                   | Amt                                                                          | von               | bis             |
| 1                                | Lawrence Leo Graner CSC Titularerzbischof pro hac vice | emeritierter Erzbischof von Dacca (Bangladesch)                              | 23. November 1967 | 23. Januar 1971 |
| 2                                | Gilberto Valbuena Sánchez                              | Prälat und Apostolischer Vikar von La Paz en la Baja California Sur (Mexiko) | 9. Dezember 1972  | 21. März 1988   |
| 3                                | Jose Serofia Palma                                     | Weihbischof in Cebu (Philippinen)                                            | 28. November 1997 | 13. Januar 1999 |
| 4                                | José Colin Mendoza Bagaforo                            | Weihbischof in Cotabato (Philippinen)                                        | 2. Februar 2006   | 23. Juli 2016   |
| 5                                | Engelberto Polino Sánchez                              | Weihbischof in Guadalajara (Mexiko)                                          | 2. Februar 2018   |                 |